# Шумска анђелика
Шумска  или дивља анђелика, или шумска или дивља анђелица (лат. Angelica sylvestris), позната и као: ангелика, анђеоски корен, анђеоско дрво, дивља пиревина, сириш и шивиз је двогодишња, лековита биљка из породице штитарки. Подсећа на ким. Достиже висину до 2 метра. До 20. века ова врста се користила у људској исхрани као поврће.

## Народни назив
Анђелски корен, ангелика, анђеоско дрво, дивља пиревина, шви...

## Станиште
Анђелски корен или анђелика чешће се налази поред обала река и извора, на забареним теренима, у светлим и мокрим шумама;углавном на планинском подручју, на висинама од 1500-2500 м.Расте у северној, централној и источној Европи,Сибиру, централној Азији.Гаји се по мочварним местима, успева на растреситом и мочварном земљишту.

## Опис биљке
Анђелски корен је вишегодишња, зељаста, висока, лепа и ароматична биљка. Има крупан, кратак, репасто задебљао меснати ризом, дугачак је 8-12 цм и дебљине 1-3 цм, из кога избијају бројни адвентивни корени. Корен је смеђе до црвенкасто смеђе боје и има бледи секрет. Мирис корена је јако ароматичан и угодан, а укус сладуњав. Касније постаје оштар и горак. Ароматични, оштар укус даје корену етерично уље, киселине валеријане и анђелике и јабучна киселина.
Стабљика је висока 50-100 цм, некада и више до 2м, при врху је знатно разграната, у приземном делу знатно широка, гола, избраздана, округла и цеваста. Листови су наизменично распоређени, трипут перасто усечени, врло крупни и при основи мехурасто обмотавају стабло. На врху стабљике, као и на врховима органака стоје крупне штитасте цвасти са великим бројем зеленкастих и отворених беличастих цветова. Цвет је штитаст са зеленкастим и жућкастобелим цвастима. Огранци штита имају кратке, чекињасте заштитне листиће. Цветови чине зеленкастожуто-беле штитове
Цела биљка има својствен пријатан ароматичан мирис, а укус је најпре осладак, а затим ароматично заљућен.

## Лековит делови и састав
За лек се користи цела биљка. Ризом се вади пре него што опадне лишће или пре цветања. Ароматични, оштар укус даје корену етарарско уље, киселине валеријане и ангелке, те јабучна киселина. Мирис и укус ангелике сличан је мошусу или ванилији.
Кад је реч о култивисаној биљци, сакупљање следи у првој, другој, трећој, четвртој или тек петој години. Корење које је претходно опрано и исечено на веће комаде, суши се на сунцу, или благо загрејаним просторијама. Корен треба да буде сув са карактеристичном бојом.
Штитови са зрелим плодовима беру се у августу и септембру, суше на сунцу, отресу и пакују у вреће. Здраве делове стабиљке без цвасти користе посластичари.
Ризоми и корење имају 0.3-1% етарског уља (ангелин), око 6% смоле, танин, флавоноиде, пектин,јабучну киселину.
У плодовима има 0.5-1.5% етарског уља, око 16% масног уља, кумарина и других састојака. Главни састојак етарског уља је феландрен.

## Припрема, употреба и намена
Цела биљка је лековита. Чај од листова анђелике греје желудац и чисти крв. У мешавини са другим биљкама излучује отровне и покварене сокове из крви, желуца и чирева а помаже и код трбобоље, надимања, дизентерије, грчева и отворених и затворених шуљева (хемероиде), болести грла, а исто тако, веома је користан у лечењу кожних болести и осипа.
Добро делује на желудац јер поспешује излучивање сокова за варење и остале функције. Желудац „ојача“, па може боље да прими и прерађује храну. Ангелика првенствено повећава апетит, па је и због тога, између осталог, у саставу многих желудачних чајева.
Екстракт сирове биљке помаже код слабог варења. Капљице анђелике са медом помажу код зачепљености бронхија и против хроничног бронхитиса.
Анђелика је једна од најстаријих лековитих биљака, која до данас није изгубила на вредности. Назив, анђеоски или свети корен добила је за време харања куге у Европи. Захваљујући корену анђелике, том приликом мноштво се људи спасило од тзв. црне смрти.
Од самлевених плодова, ризома и корења, прозводи се веома цењено етарско уље, највише у западној Европи. Поред феландрена заступљени су пинен, ксантотоксин, јабучна и ангеликова киселина.
У ризому има мање или више истих материја. Уље се користи у индустрији за производњу десертних напитака и пића. У медицини се корсти за лечење већег броја болести.
У односу на друго лековито биље, анђелски корен има предност код лечења нервне напетости, несанице, епилепсије, затим код желудачно-цревних тегоба, као и код нарушене функције бубрега.
Код напред поменутих болести користи се чај: 15г. сувог уситњеног корена прелије се са 3дл воде, кува се 5 минута и одстоји 10 минута.
Пије се 3 пута дневно.
Семење се користи у облику декокта. У апотекама се припремају екстракти, тинктуре, и алкохолатуре.

## Напомена
- Чланак је великим делом преузет са сајта , са ове Архивирано на веб-сајту  (28. септембар 2007) странице. Дозволу за коришћење матерјала са овога сајта можете видети овде.